# Vitez slavonske ravni
Vitez slavonske ravni je roman koji je napisala Marija Jurić Zagorka.
U ovom romanu radnja se zbiva sredinom 18. stoljeća u Slavoniji. Glavna mjesta radnje su današnji Osijek (onda razjedinjen na dijelove: Tvrđava, Gornja varoš, Donja varoš), te dvorac Retfala, Valpovo i Našice, kao i okolna sela. Vrijeme je vladavine Marije Terezije, austrijske carice. 
Slavonijom haraju razbojničke bande, koje često zagorčavaju život cijelim selima, manjim gradovima, pa čak i plemićkim posjedima. Protiv njih, a naročito protiv bande lukavog, pohlepnog i okrutnog Stojana Varnice diže se relativno mala četa junaka. Njihov se vođa skriva u tajnosti, kako ga razbojnici ne bi po svojim uhodama otkrili i ubili. Zahvaljujući raznim maskama i pirotehničkim trikovima, on ostavlja velik strah na razbojnike, koji ga, kao uostalom i narod, smatra nekakvom natprirodnom pojavom, vitezom vilenjakom.
Nakon brojnih zapleta, i borbenih, i ljubavnih, i raznih intriga u plemićkim dvorcima, vitez uz pomoć jedne djevojke uspijeva uhvatiti Varnicu i druge razbojničke vođe i jatake. Razbojnici završavaju na vješalima, a ljubav viteza i djevojke se sretno završava. Identitet samog viteza definitvno saznajemo tek na zadnjih nekoliko stranica.
Ovaj roman se razlikuje od ostalih Zagorkinih romana po tome što radnja nije vezana za Zagreb i okolicu, nego za Slavoniju. Radnja se u glavnim crtama oslanja na stvarnu povijesnu situaciju.